# Окурненко
Окурненко — река в России, протекает по Нижневартовскому району Ханты-Мансийского АО Устье реки находится в 266 км по правому берегу реки Вах. Длина реки составляет 10 км.

## Данные водного реестра
По данным государственного водного реестра России, относится к Верхнеобскому бассейновому округу, водохозяйственный участок реки — Вах, речной подбассейн реки — бассейн притоков Верхней Оби от Васюгана до Ваха. Речной бассейн реки — Верхняя Обь до впадения Иртыша.
Код объекта в государственном водном реестре — 13011000112115200040005.